# Taller del Bosc de Pereres
El Taller del Bosc de Pereres és un jaciment prehistòric al municipi de Mediona (l'Alt Penedès), inclòs a l'Inventari del Patrimoni Arqueològic i Paleontològic de Catalunya.
Aquest jaciment ha sigut identificat com un taller o centre de producció i explotació de sílex amb una cronologia del Paleolític Superior (-33000/-9000).
El jaciment és en un camp de cereals i vinyes al nord-oest del Montpedrós, al voltant del Torrent Can Gallego a 400 m al sud de la partida Mas Pereres que limita amb Font-rubí. El 1950 va ser descobert en la part més septentrional de la finca de Pereres, al cantó del camí del Mas Bolet. Sobre aquest jaciment hi ha una confusió a partir d'un error comés per P. Giró que en la seva publicació de 1962 va identificar el jaciment dins del municipi de Font-rubí, i a partir d'aquest moment és repetit l'error.
Sobre els materials trobats, d'entrada hi ha referències de J. Monfort que identifica 5 burins sobre els que identifica una cronologia Paleolítica, sense gaires més precisions. Va ser a partir de la revisió de la indústria lítica dipositada al Museu de Vilafranca que es va poder corroborar que es tractava de material del Paleolític Superior. Les peces més significatives són una truncadura i un burí, encara que hi ha ascles i fragments de forma triangular-apuntada que J. Monfort va identificar com a puntes de fletxa. Per altra banda abunden les rascadores, els denticulats i són presents els elements abruptes de dors. Els inventaris que fan sobre el material Giró per una banda i Monfort per una altra, no són coincidents ni en el tipus de descripció ni en el nombre de peces.